# Gerardus van Turnhout
Gerardus van Turnhout, ook Gerard van Turnhout, Geert van Turnhout of Gérard de Turnhout (geboren omstreeks 1520 in Turnhout (?) - overleden op 15 september 1580 in Madrid) was een componist uit de Franco-Vlaamse School van polyfonisten en kapelmeester aan het hof van koning Filips II van Spanje.

## Leven en werk
Er wordt verondersteld dat hij in Turnhout is geboren en daaraan zijn achternaam dankt, en dat hij de broer is of zelfs de vader van Jan-Jacob van Turnhout (c 1545- na 1618), die kapelmeester was in Brussel in de periode van 1594 tot 1618.
Gerardus van Turnhout was in 1559 kapelmeester van de Sint-Gummaruskerk te Lier. Hij werd in 1562 zangmeester van de Broederschap van de Onze-Lieve-Vrouwekerk in Antwerpen, waaraan hij al sinds 1559 verbonden zou zijn. In 1563 volgde hij er Antoine Barbe op als kapelmeester. Op 2 mei 1571 werd hij aangenomen als maestro di capilla (kapelmeester) bij de Capilla Flamenca in Madrid, onder koning Filips II, en bleef daar in dienst tot aan zijn dood. Een van zijn functies bestond in het rekruteren van koorknapen uit de Nederlanden voor de hofkapel.

## Werk
Turnhout componeerde liturgische werken, waaronder de Missa 'O Maria vernans rosa' , Franse chansons en Nederlandse liederen.
In 1564 componeerde hij een Te Deum om de feestelijke intocht (ook wel naar analogie met de toegekende stedelijke vrijheden blijde intrede genoemd) van Margaretha van Parma in Antwerpen te vieren.
In 1569 werd van hem een bundel uitgegeven met driestemmige chansons en motetten. Een mis en een aantal twee- en driestemmige chansons werden opgenomen in bloemlezingen.
In de door Petrus Phalesius uitgegeven bloemlezing van bicinia Liber musicus, duarum vocum cantiones, tum latinas tum gallicas atque teutonicas [...] uit 1571 zijn een aantal tweestemmige composities van Gerardus van Turnhout opgenomen, onder meer zettingen van Franse chansons zoals Susanne un jour d’amour solicitée (op tekst van de dichter Guillaume Guéroult) en Cessés mes yeulx de tant vous tourmenter (zie externe links).
In de in 1572 door dezelfde uitgever gepubliceerde bloemlezing van Nederlandse liederen, Een Duijtsch musijck boeck zijn 2 vierstemmige en 2 vijfstemmige liederen van Gerardus van Turnhout opgenomen:
- Compt al uut zuijden, uut oosten (4stemmig vroed en Schriftuurlijk lied);
- Hoort wel ons bedrijf die vruecht beminnen (4stemmig 'zot' lied), is een meerstemmige zetting van de eerste strofe van een factielied van de Vilvoordse rederijkerskamer op het Antwerpse landjuweel van 1561;
- Overvlo[e]digen rijckdom noch armoede groot (5stemmig vroed en Schriftuurlijk lied);
- Susanna haer baeijende in een fonteijn (5stemmig vroed en Schriftuurlijk lied), verwijst naar het populaire Franse lied dat wellicht voor het eerst op muziek gezet werd door componist Didier Lupi Second en dat ook Turnhout op muziek heeft gezet [zie boven, voor de tekst van Van Turnhouts Nederlandse lied, zie Didier Lupi Second]).